# Mont Bonvin
Mont Bonvin är en bergstopp i Schweiz.   Den ligger i distriktet Sierre och kantonen Valais, i den sydvästra delen av landet, 60 km söder om huvudstaden Bern. Toppen på Mont Bonvin är 2 966 meter över havet, eller 205 meter över den omgivande terrängen. Bredden vid basen är 4,5 km.
Terrängen runt Mont Bonvin är huvudsakligen mycket bergig. Närmaste större samhälle är Sion, 18,9 km sydväst om Mont Bonvin. 
Trakten runt Mont Bonvin består i huvudsak av gräsmarker. Runt Mont Bonvin är det ganska glesbefolkat, med 32 invånare per kvadratkilometer.